# Andrea Bienias
Andrea Bienias z domu Reichstein (ur. 11 listopada 1959 w Lipsku) – niemiecka lekkoatletka, specjalistka skoku wzwyż, dwukrotna medalistka halowych mistrzostw Europy. Podczas swojej kariery reprezentowała Niemiecką Republikę Demokratyczną.

## Kariera sportowa
Zajęła 6. miejsce w skoku wzwyż na mistrzostwach Europy juniorów w 1977 w Doniecku. Startując w rywalizacji seniorek zajęła 6. miejsce (ex aequo z Christine Stanton z Australii) na igrzyskach olimpijskich w 1980 w Moskwie.
Zdobyła srebrny medal na halowych mistrzostwach Europy w 1982 w Mediolanie, przegrywając jedynie z Ulrike Meyfarth z Republiki Federalnej Niemiec, a wyprzedzając Katalin Sterk z Węgier. Wszystkie trzy medalistki ustanowiły wówczas halowy rekord Europy skokami na wysokość 1,99 m. Bienias zajęła 6. miejsce na mistrzostwach Europy w 1982 w Atenach oraz 10. miejsce na mistrzostwach świata w 1983 w Helsinkach. Nie wzięła udziału w igrzyskach olimpijskich w 1984 w Los Angeles wskutek ich bojkotu przez NRD. Na zawodach „Przyjaźń-84” rozgrywanych w Pradze dla lekkoatletek z państw bojkotujących te igrzyska  zajęła 7. miejsce.
Zwyciężyła w skoku wzwyż na halowych mistrzostwach Europy w 1986 w Madrycie, przed swą koleżanką z reprezentacji NRD Gabriele Günz i Łarisą Kosicyną ze Związku Radzieckiego. Na mistrzostwach Europy w 1986 w Stuttgarcie zajęła 4. miejsce (razem z inną zawodniczką z NRD Susanne Helm).
Bienias była mistrzynią NRD w skoku wzwyż w 1981, 1982, 1984 i 1986, wicemistrzynią w 1978 i 1980 oraz brązową medalistką w 1977, 1979 i 1985. W hali była mistrzynią swego kraju w 1986, wicemistrzynią w latach 1980–1982 i 1987 oraz brązową medalistką w 1985.

## Rekordy życiowe
Rekordy życiowe Bienias:
- skok wzwyż – 1,97 m (27 lipca 1983, Lipsk)
- skok wzwyż (hala) – 1,99 m (7 marca 1982, Mediolan)